# Yig
Yig, även kallad "Ormarnas fader" (The Father of Serpents), är en fiktiv gudalik varelse skapad av H. P. Lovecraft och Zealia Bishop.
Yig är en mindre gud bland de stora äldre (Great Old Ones) i Cthulhu-mytologin. Den visar sig som en människolik ödla. Yig blir lätt arg men kan enkelt blidkas. Sina ödleundersåtar "Yigs barn" (The Children of Yig) sänder guden ofta ut för att förgöra eller omvandla sina fiender.
Yig beskrivs i novellen Yigs förbannelse (originaltitel "The Curse of Yig") (1929).